# حزب محافظه‌کار (نروژ)
حزب هویره (به نروژی: Høyre) به معنی راست:، یک حزب سیاسی محافظه کار نروژی است.

این حزب سیاسی محافظه کار در سال ۱۸۸۴ تأسیس شد و با این حساب، دومین حزب قدیمی نروژ است. ارنا سولبرگ از سال ۲۰۰۴ میلادی رهبر حزب محافظه کار نروژ (هوُیْرِه) بوده‌است.
حزب محافظه کار نروژ (هوُیْرِه) از بزرگترین احزاب سیاسی در نروژ است. در چندین نوبت، پس از جنگ جهانی دوم، این حزب با دیگر احزاب غیر سوسیالیستی دولت تشکیل داده‌است. چهار بار پس از جنگ، در دولت‌های ائتلافی، نخست‌وزیر از این حزب بوده‌است. از جمله یون لینگ، در سال ۱۹۶۳، کوره ویلوک، بین سالهای ۱۹۸۳ تا ۱۹۸۶، یان پی. سیسه، در دوره بین سالهای ۱۹۸۹ و ۱۹۹۰ و ارنا سولبرگ، بین سالهای ۲۰۱۳ تا ۲۰۲۱ میلادی، نخست وزیران دولتهای ائتلافی با شرکت حزب محافظه کار نروژ (هوُیْرِه) بوده‌اند. ضمن اینکه پس از انتخابات سال ۱۹۸۱میلادی، کوره ویلوک ۲ سال اول را در یک دولت محافظه کار و بدون نیاز به ائتلاف احزاب سیاسی دیگر، مقام نخست‌وزیری را در اختیار خود داشت.

## مرام و ایدئولوژی
طبق تعریف مصوبه حزبی در سال ۱۹۷۱ میلادی، حزب محافظه کار نروژ در مسیر یک سیاست محافظه کارانه و بر اساس ارزشهای بنیادین فرهنگ مسیحی پیش خواهد رفت. برای حزب محافظه کار نروژ، حاکمیت قانون و دموکراسی در ارتقاء آزادی شخصی و مسئولیت اجتماعی و حفظ حقوق مالکیت، الزام‌آور است. حزب محافظه کار نروژ، معتقد به ضرورت همکاری‌های ملی و بین‌المللی است و در جهت تقویت این همکاری‌ها تلاش خواهد کرد.
سیاست حزب محافظه کار نروژ، مبتنی بر آرمانهای محافظه کارانه و لیبرالیسم است و این حزب خود را یک حزب بورژوازی قلمداد می‌کند. به دیگر سخن حزب محافظه کار نروژ، بر مسئولیت و آزادی فرد تأکید می‌کند.

ترکیب این دو ایدئولوژی یعنی پایبندی به ارزشهای سنتی در مرام محافظه کاری از یک سو و اعتقاد به آزادیهای فردی در مرام لیبرالیسم از سوی دیگر، می‌تواند سبب تنشهای درونی شود. به همین دلیل مسئولیت شخصی افرد اهمیت بیشتری پیدا می‌کند.
حزب محافظه کار نروژ، سیاست خود را مخالف سیاستهای سوسیالیستی می‌داند و به عنوان مثال در مقایسه با حزب کارگر نروژ، طرفدار اعمال تنظیمات کمتر از سوی دولت، کاهش مالیات و هزینه‌های عمومی است.

## سیاست هویره در عمل
اگرچه دو حزب محافظه کار و حزب کارگر نروژ اغلب اختلافات اساسی در امور سیاسی را در بین خود به نمایش گذاشته‌اند، اما پس از جنگ جهانی دوم، هر دو حزب، عمدتاً در یک خط واحد، در موضوع‌های کلیدی، مانند سیاست خارجی و امنیت، سیاست نفت و انرژی و بسیاری از سیاست‌های صنعتی، حرکت کرده‌اند. این توافق در عمل، به خصوص در استقرار و حفظ پایه‌های رفاه همگانی و ملی بارزتر بوده‌است.
حزب محافظه کار نروژ (هوُیْرِه)، همچنین در دهه ۱۹۹۰ میلادی، از تغییر و تحولاتی که دولت‌های برخاسته از حزب کارگر نروژ، در نظام اداری کشور از جمله پست و تلگراف، شرکت نفت، خطوط هواپیمایی، راه‌آهن و کارخانه اسلحه سازی، به مناسبت ورود به هزاره نو پیشنهاد دادند؛ با اشتیاق حمایت کرد. در مقابل در طول نخست‌وزیری خانم ارنا سولبرگ، از حزب محافظه کار، حزب کارگر نروژ نیز از اصلاحات گسترده و بحث‌برانگیز دولت، در نظام تقسیمات کشوری، در امور اداری و انتظامی و راه‌سازی عملاً حمایت کرد.

## پیشینه هویره

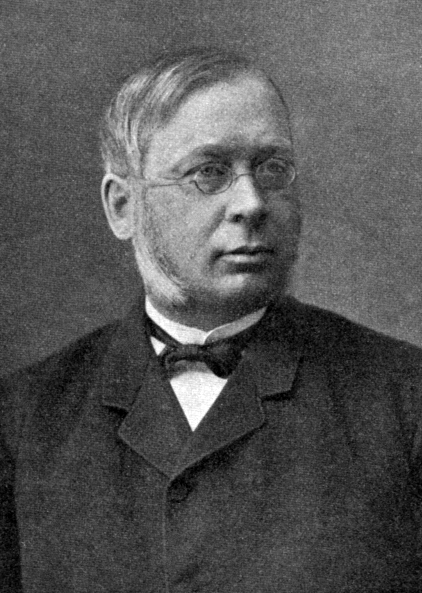
امیل استانگ (زاده ۱۴ ژوئن ۱۸۳۴ در کریستینیا، درگذشته ۴ ژوئیه ۱۹۱۲ در کریستیانا) وکیل نروژی، نماینده پارلمانی (H) و نخست‌وزیر نروژ از ۱۸۸۹ تا ۱۸۹۱ و ۱۸۹۳ تا ۱۸۹۵ بود. بسیاری وی را مؤسس حزب محافظه کار نروژ (هوُیْرِه) می‌دانند.

حزب محافظه کار نروژ (هوُیْرِه)، در پس بروز یک مجموعه از اختلافات شدید در مقابل  مجلس ملی نروژ و تجربه تلخ محکومیت دولت محافظه کار در دادگاه عالی کشور، در سال ۱۸۸۴ میلادی تشکیل شد. بعد از محکومیت دولت در دادگاه عالی کشور، حوزه اختیارات و قدرت  مجلس ملی نروژ گسترش پیدا کرد. گسترشی که محافظه کاران آنرا مغایر اصول قانون اساسی کشور می‌دانستند و معتقد بودند که توازن تقسیم قدرت سیاسی در کشور را به مخاطره خواهد انداخت. اساس تشکیلات سیاسی محافظه کاران نروژ در آن زمان، وجود تعداد ۱۹۰ انجمن محلی قانون اساسی بود. اما پس از شکست دولت از مجلس، در دادگاه عالی کشور، یک حزب سراسری محافظه کار، به منظور تطبیق با شرایط جدید ناشی از گسترش حوزه اختیارات  مجلس ملی نروژ، تشکیل داده شد. اگرچه تشکیل حزب محافظه کار نروژ (هوُیْرِه)، در واقع واکنشی در مقابله با گسترش قدرت مجلس بود، اما در عمل حزب تازه تأسیس محافظه کار، نه تنها در مقابل سیاستهای مجلس از خود غالباً نرمش نشان می‌داد، بلکه در دهه ۱۸۹۰ خود، به توسعه اصول پارلمانتاریسم در نروژ یاری رساند. از جمله حزب محافظه کار از همان ابتدای کار، بنای همکاری با بخش میانه‌روی نیروهای چپ را گذاشت.
حزب محافظه کار نروژ (هوُیْرِه)، تا سال ۱۹۰۵ میلادی، همچنان در تلاش حفظ اتحاد نروژ با سوئد بود و هر چند در این اتحاد به تساوی حقوق دو کشور اعتقاد داشت؛ اما سیاست خود را مشخصاً از خواسته‌های تندتر نیروهای سیاسی غیر، متمایز می‌کرد.
در دوره‌های بین سالهای ۱۸۸۹ تا ۱۸۹۱ و ۱۸۹۳ تا ۱۸۹۵ و نیز از سال ۱۸۹۵ تا ۱۸۹۸ حزب محافظه کار نروژ (هوُیْرِه)، دولت تشکیل داد.

در سال ۱۹۰۳، همراه با افزایش تعداد چپ‌های لیبرال در صفوف حزب محافظه کار، این حزب، به حزب ائتلاف ملی، تغییر نام داد. در این سال فرانسیس هاگروپ، دومین دولت خود را تشکیل داد که در سال ۱۹۰۵ توسط کریستیان میکلسن، بازسازی شد.
در سال ۱۹۱۲، ینس براتلیه که شخصی محافظه کار بود، در مقام نخست‌وزیر، دولت تشکیل داد و سال بعد در ۱۹۱۳ میلادی، حزب ائتلاف ملی، یک بار دیگر نام قبلی حزب را احیاء کرد و خود را حزب محافظه کار نروژ (هوُیْرِه)، نامید.